# Checoslováquia nos Jogos Olímpicos de Inverno de 1992
A Checoslováquia mandou 74 competidores que disputaram dez modalidades nos Jogos Olímpicos de Inverno de 1992, em Albertville, na França. A delegação conquistou 3 medalhas no total, sendo três de bronze.